# Juli Cot Mesjid
Juli Cot Mesjid is een bestuurslaag in het regentschap Bireuen van de provincie Atjeh, Indonesië. Juli Cot Mesjid telt 1267 inwoners (volkstelling 2010).